# Całka oznaczona
Całka oznaczona – synonim nazwy „całka Riemanna” albo ogólniej: określenie odnoszące się do tych pojęć całki, dla których zachodzi pewna wersja wzoru Newtona-Leibniza, jak na przykład:
- całka niewłaściwa (Riemanna),
- całka po konturze na płaszczyźnie zespolonej,
- całka z dystrybucji,
- całka z formy różniczkowej spełniającej założenia twierdzenia Stokesa.

Pojęcie całki oznaczonej wprowadził Fourier. Używał go później m.in. Augustin Louis Cauchy.